# Санта-Мария-дель-Пи
Санта-Мария-дель-Пи (кат. Santa Maria del Pi) — готический собор XIV века в Барселоне, Каталония, Испания. Собор расположен на площади дель Пи в Готическом квартале.
В 1931 году собор был объявлен национальным культурным достоянием Каталонии.

## История
Существуют сведения о том, что в этом месте существовала ранняя христианская церковь 413 г. Документально подтверждено, что в 987 году была построена церковь за пределами городских стен к западу от Барселоны. Это небольшая церковь была построена в романском стиле и посвящена Деве Марии (Санта Мария дель Пи — буквально: «Церковь Божьей Матери из сосны», что дало название и следующему собору). Существующий готический собор был сооружен между 1319—1320 и 1391 гг. Первоначально собор был построен в стиле каталонской готики, с одним нефом, почти лишенным украшений.
Собор пережил сильные землетрясения в 1373 и 1428 годах (в результате последнего собору был нанесен серьёзный ущерб).
В 1714 году здание собора получило повреждения из-за войны за испанское наследство (рядом с Санта-Мария-дель-Пи была взорвана пороховая бочка).
Между 1863 и 1884 годами были проведены восстановительные работы (перекрыта крыша часовни, удалены все элементы в стиле барокко из интерьеров собора). Реставрационные работы в соборе проводились и в 1915 году.
28 октября 1928 года папа Пий XI присвоил церкви Санта-Мария-дель-Пи звание Малой папской базилики.
В 1936 году собор был уничтожен огнём в ходе Гражданской войны и позже восстановлен в более современном декоративном готическом стиле.
В 2009—2010 годах в соборе были проведены большие реставрационные работы под руководством архитекторов Алфреда Пастора (Alfred Pastor) и Шавьера Гитарта (Xavier Guitart), финансируемые региональным правительством Каталонии и архиепископом Барселоны.

## Здание собора

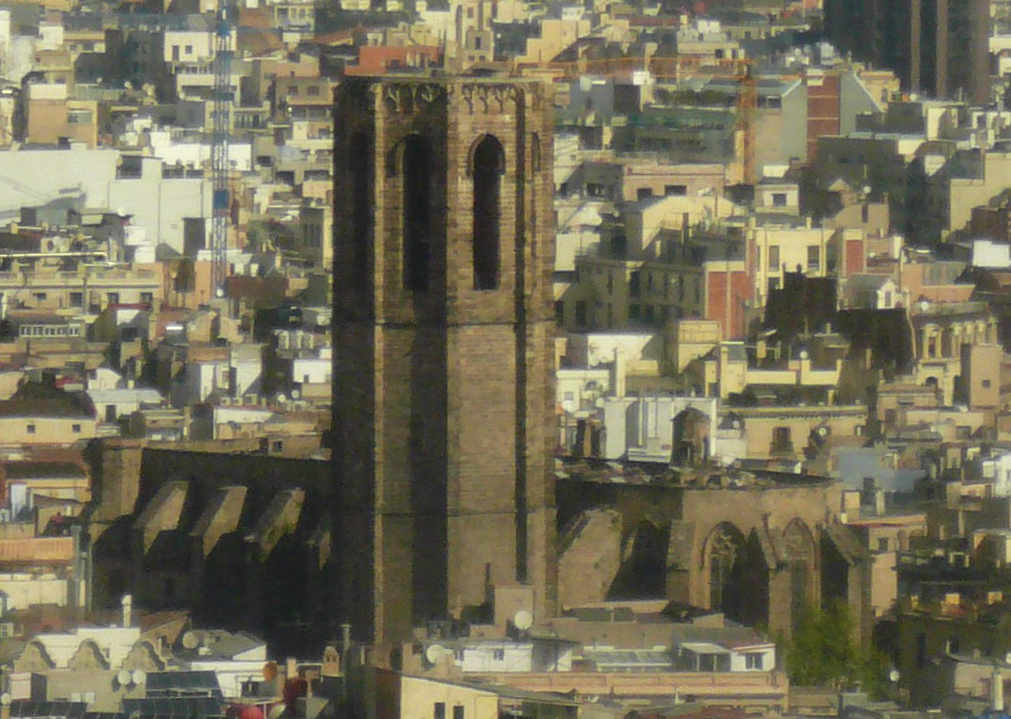
Колокольня Санта-Мария-дель-Пи

Здание собора имеет в плане прямоугольную форму (большой неф имеет 54 метра в длину, 16,50 метра в ширину и 27 метров в высоту), с полукруглой апсидой с заднего фасада и часовнями, пристроенными между контрофорсами боковых стен собора.

## Колокольня
Рядом с собором расположена колокольня восьмиугольной формы, высотой 54 метра. Стены колокольни у основания имеют толщину 3,55 метра. Колокольня имела шесть колоколов, из которых самым крупным являлся колокол «Антония» диаметром 1,4 метра и весом 1,6 т . Строительство колокольни было начато в 1379 году, по указанию архитектора Барталомеу Мака и было завершено в 1461 году.

## Фасады

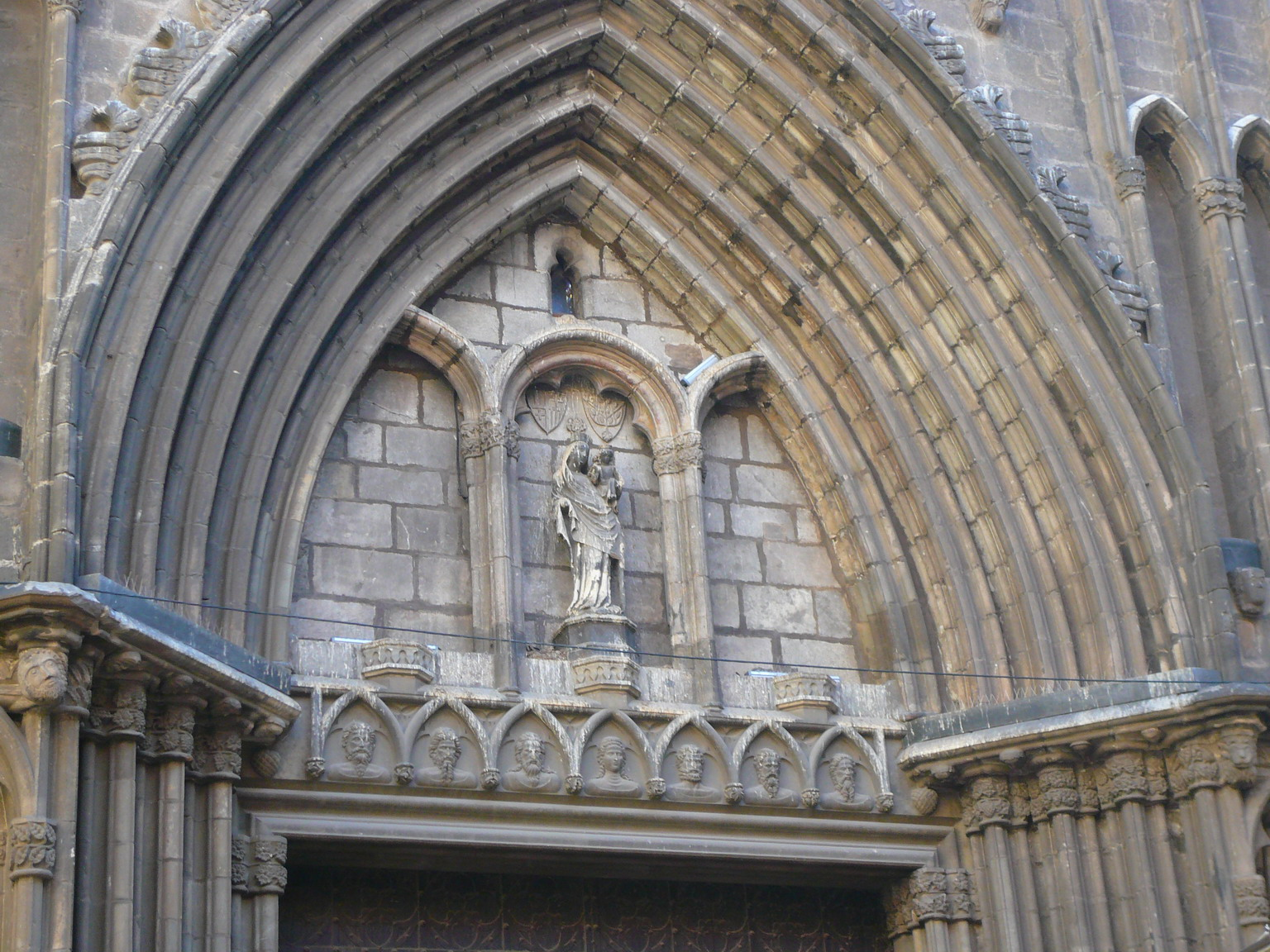
Тимпан главного входа Санта-Мария-дель-Пи

На главном фасаде собора находится большая розетка-окно (диаметром около 10 м) XIV века в готическом стиле. Оригинальное окно было уничтожено при пожаре 1936 году и восстановлено в 1939 и 1943 году  на основе фотографий, а также изучения розеток монастырей Педральбес и Сант-Кугат.
Под большой розеткой находится готическая стрельчатая арка главного входа. Тимпан главного входа делится двумя небольшими колоннами на три арочные области. В центральной области находится статуя Девы Марии с младенцем, над которыми размещены гербы Барселоны и Каталонии. По нижнему краю арки располагаются барельефы Девы Марии и апостолов.
Главный фасад обрамляют две массивные башни восьмиугольной формы.
На боковых фасадах расположены мощные контрфорсы, которые поддерживают здание. Между каждой парой контрофорсов находится стрельчатое окно с витражом.
Задний фасад также имеет контрфорсы и стрельчатые окна в  полукруглой апсиде (в ней же находится дверь 1578 года).

## Интерьер собора

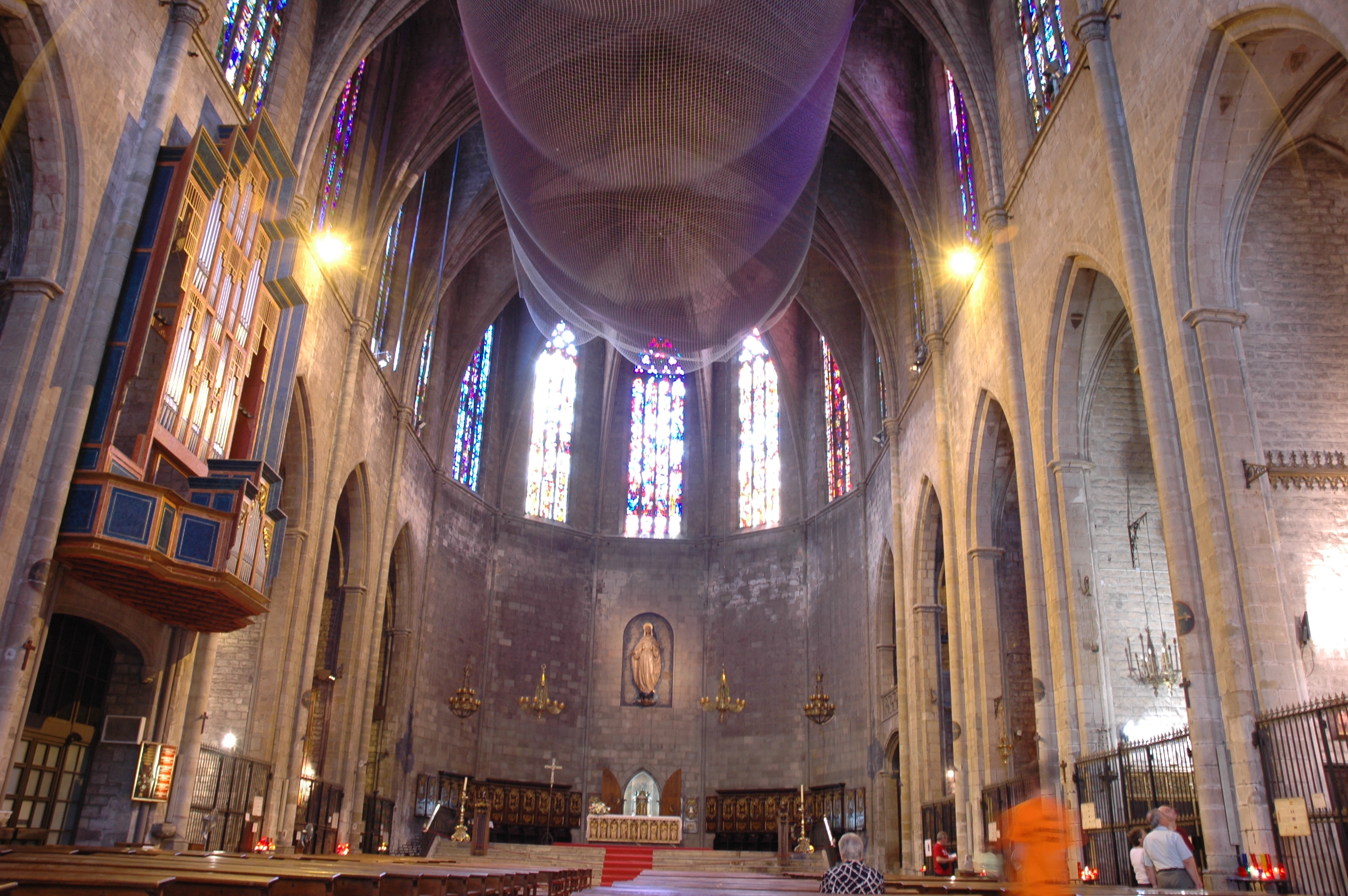
Вид на алтарь

### Алтарь
Первый алтарь был создан между 1508 и 1514 гг художником Жуаном де Бургонья (Joan de Borgonya) и был разрушен в войне за испанское наследство в 1714 году. Алтарь 1736 года исчез в ходе реформ, проведенных в 1868 году, когда был установлен неоготический алтарь, разработанный архитектором Франсеск де Паула Вильяр. Этот алтарь погиб при пожаре в 1936 году в ходе гражданской войны.
Существующий алтарь был изготовлен в 1967 году Хоакимом де Росом (Joaquim de Ros) и де Рамисом (de Ramis). Большая статуя Девы Марии посередине алтарной части создана скульптором Энриком Монжу (Enric Monjo) в 1973 году.
В соборе можно увидеть сидения в стиле рококо архитектора Иосифа Маса 1771 года.